# Бардинето
Бардинето (итал. Bardineto) — коммуна в Италии, располагается в регионе Лигурия, в провинции Савона.
Население составляет 666 человек (2008 г.), плотность населения составляет 23 чел./км². Занимает площадь 30 км². Почтовый индекс — 17057. Телефонный код — 019.
Покровителем коммуны почитается святой Иоанн Креститель.

## Демография
Динамика населения:

## Администрация коммуны
- Официальный сайт: http://www.comune.bardineto.sv.it/